# Khilderic II
Khilderic II (vers 653 – 675) va ser rei merovingi dels regnes francs d'Austràsia des del 662, i de Nèustria i Borgonya a partir del 673, convertint-se així durant els dos darrers anys de vida en rei de tots els francs.

## Biografia
Segon fill de Clodoveu II i la seva esposa Bathilda, va quedar orfe de pare quan només era un infant, l'any 658. El seu germà gran Clotari III va heretar Nèustria i Borgonya, i esdevingué rei d'Austràsia a la mort de l'usurpador Khildebert l'Adoptat. La noblesa austrasiana, però, va reivindicar la seva autonomia i Batilda, actuant com a regent, els va concedir la figura d'un rei propi en la persona del seu segon fill Khilderic II.
Com en el cas del seu germà Clotari, a causa de la seva joventut el govern del regne va quedar en mans de la noblesa local i especialment en la figura dels majordoms de palau.
A la mort de Clotari el 673, el tercer fill de Clodoveu i Bathilda va succeir-lo a Nèustria i Borgonya com a Teodoric III. Però una facció prominent de la noblesa borgonyesa liderada per Leodegar i Etikho van aclamar a Khilderic com a rei. Al cap de poc temps Khilderic va aprofitar l'ocasió per envair els regnes del seu germà i deposar-lo, proclamant-se rei de Nèustria i Borgonya i, per tant, rei únic de tots els francs.
Però les decisions de Khilderic als nous regnes aviat el feren impopular entre la noblesa. Nomenant el seu majordom de palau d'Austràsia, Wulfoald, també major dels palaus de Nèustria i Borgonya va molestar els partidaris que els majordoms fossin natius del regne que governaven. També va irritar els magnats de Nèustria contravenint les lleis locals a l'impartir un càstig corporal a un dels seus nobles, Bodilo.
Va ser Bodilo que, conspirant amb un grup d'amics, va parar una emboscada al rei mentre es trobava caçant al bosc de Lognes, prop de Chelles. Allí Khilderic va ser assassinat juntament amb el seu fill i la seva esposa, que es trobava encinta.

## Família
Khilderic II es va casar amb Bilikhildis, filla del rei Sigebert III i la seva esposa Khimnekhildis. Tingueren dos fills mascles:

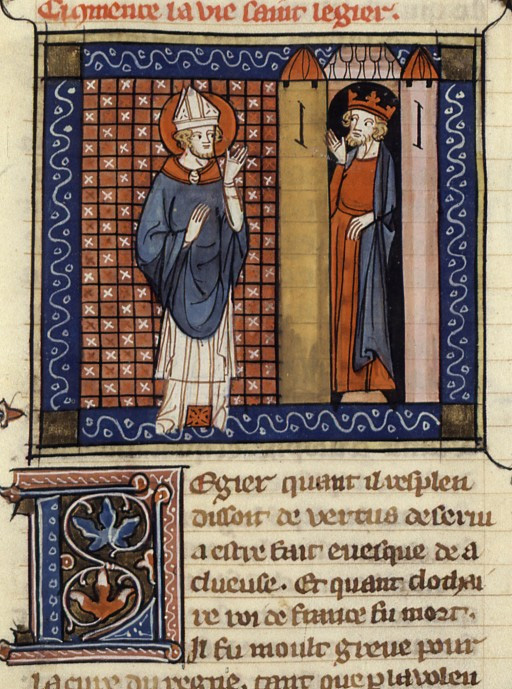
Khilderi i Sant Leodegar, Legenda Aurea (s XIV)

- Dagobert (? – 675): hauria mort assassinat juntament amb els seus pares al bosc de Lognes.[3]
- Khilperic II (?– 721): Després de l'assassinat dels seus pares seria reclòs en un monestir. En el futur acabaria heretant el regne dels francs (715).